# Joao Costa Neto
Joao Costa Neto (sinh ngày 16 tháng 1 năm 1981) là một cầu thủ bóng đá người Brasil.

## Sự nghiệp câu lạc bộ
Joao Costa Neto đã từng chơi cho Cerezo Osaka.